# Túathal Máelgarb
Túathal mac Cormaic (m. 540s), llamado Túathal Máelgarb, se dice que fue un nieto de Coirpre mac Néill y Rey Supremo de Irlanda. En los relatos más antiguos parece ser considerado como el hombre que completó la conquista de Brega para los descendientes de Niall de los nueve rehenes.
Aunque genealogías posteriores hacen de Túathal hijo de Cormac Cáech, hijo de Coirpre, hijo de Niall de los Nueve Rehenes, esto choca con el relato de la vida de San Patricio escrito por Tírechán en el siglo VII, que afirma que Patrick maldijo a Coirpre y a sus descendientes de modo que ninguno nunca sería rey de Tara. Hagiografías más tardías salvan esta discrepancia excluyendo a Túathal de la maldición de Patricio.
Hay sólo una única entrada significativa en los anales irlandeses respecto a Túathal. Es un informe de su victoria en una batalla contra los Ciannacht  "en Luachair entre los dos estuarios", quizás en 535. Luachair es un topónimo común, y es incierto qué dos ríos son los considerados. Se cree que esta victoria estableció el dominio de los descendientes de Niall sobre los Ciannacht y sobre la llanura de Brega. Aunque estas entradas en los anales irlandeses no se basan en ninguna fuente contemporánea, el lenguaje utilizado sugiere que son antiguas, quizás datando de finales del siglo VI.
La muerte de Túathal se informa en los años 540. Glosas más tardías a los anales, e historias acerca de Diarmait mac Cerbaill y Ciarán de Clonmacnoise, añaden más detalle, pero probablemente pueden ser tradiciones muy posteriores. Según estas, Túathal intentó desterrar a Diarmait, pero, en cambio, Túathal fue asesinado por el medio hermano de Diarmait—según algunas versiones, su pariente adoptivo—"Máelmor Ua Machí" o "Máelmor mac Argadaín". Máelmor perdió la vida igualmente en el enfrentamiento.